# 타이콘데로가급 순양함
타이콘데로가급 순양함은 스프루언스급 구축함을 베이스로 하여 이지스 시스템을 탑재한 최초의 군함이다. 함대방공시스템으로서 처음 타이콘데로가급에 탑재된 이지스 시스템은 페이스드 어레이 레이더(phased array radar)와 고성능정보처리시스템에 의해 동시다발의 항공공격에 대해 함대방공을 효과적으로 대처할 수 있게 되었다. 페이스드 어레이 레이다는 1961년에 취역한 롱비치급 원자력 순양함에 처음 장비된 레이더 시스템으로 통상의 회전식 레이더와는 달리 상부구조물에 사방으로 고정된 안테나가 전자적 주사(走査)에 따라 전파의 진행방향을 조작 제어하여 주사하는 레이더이다. 아울러 탑재된 이지스 시스템은 미사일 25기 동시요격 능력을 갖추었다.
2006년부터 실시할 순양함 개장계획에 따라 함령(艦齡)이 40년으로 연장된다.

## 비교
구역 방공 구축함은 미국은 이지스시스템을 탑재하며 영국 프랑스등은 에이파시스템을 탑재하고 러시아 중국 인도는 러시아의 방공시스템을 탑재하였다.
특히 미국 타이콘데로가급 순양함은 초기에는 구축함으로 불리다가 알레이 버크급이 취역함으로 구분하기 위하여 순양함으로 분류되었다.
현재는 미국 타이콘데로가급은 업그레이드된 알레이 버크급이 타이콘데로가급을 대체함으로써 더는 건조되지 않고 있으며 초기 5척은 퇴역하였다.

## 함 목록
- CG-47 USS 타이콘데로가 (퇴역)
- CG-48 USS 요크타운(퇴역)

이지스 시스템 베이스라인 1
- CG-49 USS 빈센스(퇴역)
- CG-50 USS 밸리포지(퇴역)
- CG-51 USS 토머스 S. 게이츠(퇴역)

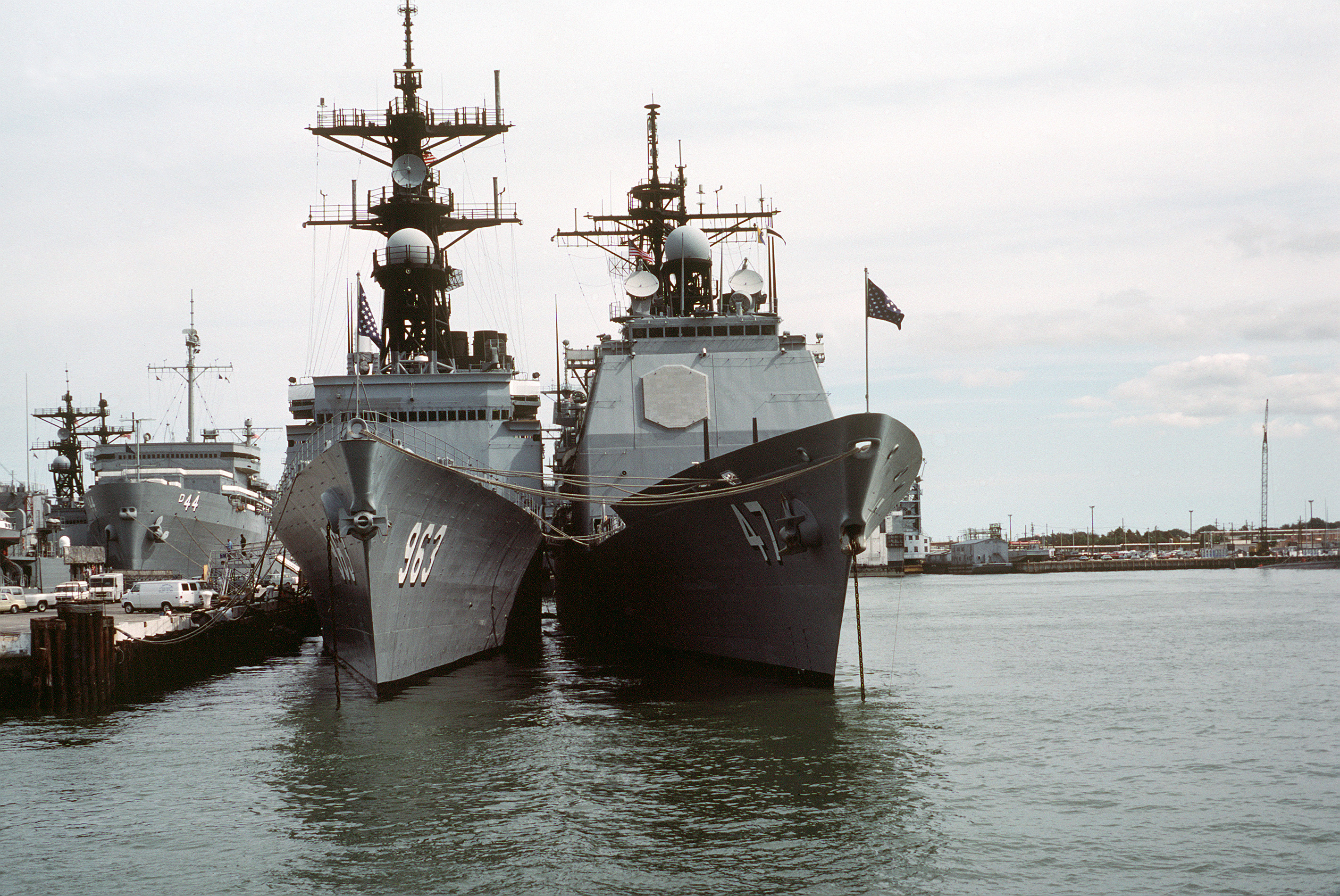
스프루언스급 구축함 와 타이콘데로가급 순양함

이지스 시스템 베이스라인 2
- CG-52 USS 벙커힐
- CG-53 USS 모빌베이
- CG-54 USS 앤티텀
- CG-55 USS 레이테 걸프
- CG-56 USS 산하신토
- USS 레이크 챔플레인 (CG-57)
- USS 필리핀 시 (CG-58)

이지스 시스템 베이스라인 3
- CG-59 USS 프린스턴
- CG-60 USS 노르망디
- CG-61 USS 몬트레이
- CG-62 USS 챈슬러즈빌
- CG-63 USS 카우펜
- CG-64 USS 게티즈버그

이지스 시스템 베이스라인 4
- CG-65 USS 초신
- CG-66 USS 휴 시티
- CG-67 USS 샤일로
- CG-68 USS 안지오
- CG-69 USS 빅스버그
- CG-70 USS 레이크 이리
- CG-71 USS 케이프 세인트 조지
- CG-72 USS 벨라 걸프
- CG-73 USS 포트로열

## 제원
일반 제원
- 만재배수량: 10,100t CG-47/48 / 9,407t [CG-49∼51] / 9,516t CG-52∼
- 길이×폭×흘수: 172.8m×16.8m×9.5m
- 추진: GE LM2500 가스터빈 엔진 4기
- 속력: 30 노트
- 승조원: 358명/ 312명 CG-48
- 탑재항공기: 헬기 2대 탑재가능
  - SH-2 Seasprite (LAMPS) CG-47∼48
  - SH-60B 시호크 (LAMPS III) CG-49∼73

무장
- Mk-7 AEGIS System
- Mk-26 GMLS CG-47∼51 2기
- Mk-41 수직발사기 122셀 : CG52∼73까지 장착. RIM-67 스탠다드 미사일(SM-2)
- RUR-5 ASROC(대잠수함로켓)
- BGM-109 토마호크 ASM/LAM : CG-52∼73
- Mk-141 하푼 발사기 2기 (RGM-84 하푼
- Mk-32 SVTT(수면 항적 추적 어뢰) 2문 및 Mk-46 어뢰
- Mk-45 127mm 함포 2문
- Mk-15 팰렁스 CIWS 1문
- 25mm 기관포 2정
- 12.7mm 기관총 4정

## 레이더

### AN/SPY-1B
AN/SPY-1 레이다는 미국 레이시온사가 개발한 PESA 레이다로, 450km 이상 반경의 전투기 목표를 탐지할 수 있는 고성능 3차원 대공 레이다다.

### AN/SPS-49
반경 460km의 전투기를 탐지할 수 있는 2차원 대공 레이다다. 단, 높이 좌표는 탐지하지 못하기 때문에 SPS-49만의 정보로는 공중 목표물을 미사일 요격하는데에 제한이 있다.

## 같이 보기
- 알레이버크급 구축함
- 곤고급 구축함
- AN/SPY-1

## 참고 자료
- http://www.navy.mil/navydata/fact_display.asp?cid=4200&tid=800&ct=4 보관됨 2018-07-06 - 웨이백 머신